# Paroidea
Die Paroidea sind eine kleine Überfamilie von Singvögeln innerhalb der Sylviida wie sie von Per Alström et al. im Rahmen einer molekulargenetischen Studie vorgeschlagen wurde. Sie enthält nur die beiden Familien der Meisen (Paridae) und der Beutelmeisen (Remizidae) mit insgesamt ungefähr 75 Arten in 17 Gattungen.

## Verbreitung

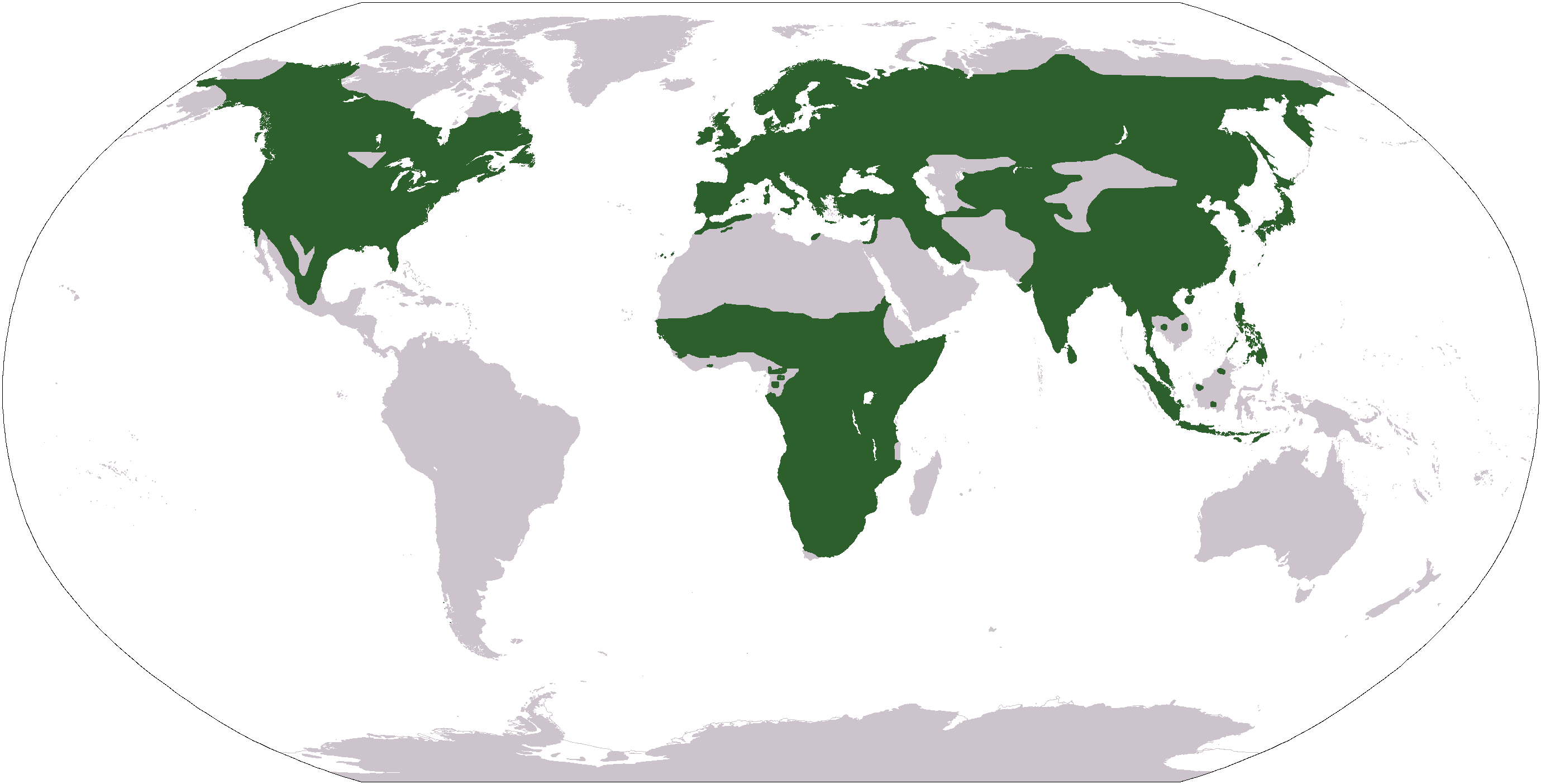
Verbreitungsgebiet der Paroidea

Die Arten sind fast weltweit zu finden, mit Ausnahme von Südamerika, Australasien und Antarktika. Einige Meisenarten zeichnen sich dabei durch besonders weiträumige Verbreitung auf, wie die Tannenmeise, die den britischen Inseln bis Japan verbreitet ist, oder die Lapplandmeise, die eine zirkumpolare Verbreitung von Skandinavien bis Nordamerika besitzt. Auch die Kohlmeise kommt von Westeuropa und Nordwest-Afrika bis in den fernen Osten Russlands und Chinas vor. Die heute als eigene Art behandelte Graukohlmeise besiedelt als einzige Meisenart sogar Teile Indonesien vor.
Die Arten Subsaharaafrikas wie die Kaprußmeise und die anderen Rußmeisen der Gattung Melaniparus, oder viele nordamerikanische Arten wie die Grauhäubchenmeise haben dagegen lokale Verbreitungen auf mehr oder weniger großen Teilen ihres Kontinents. Neben einem großen Verbreitungsgebiet zeichnen sich dabei einige Arten, wie die Kohl- und die Blaumeise auch durch die hohe Individuenzahl aus. Für die Kohlmeise gibt Birdlife International eine grobe Schätzung von 400–700 Mio. für die die weltweite Gesamtpopulation an.
Die drei Gattungen der Beutelmeisen entsprechen jeweils auch den kontinentalen Verbreitungsgebieten: die vier Arten der Typusgattung Remiz besiedeln das Eurasien der gemäßigten Zonen, die sechs Arten der Gattung Anthoscopus Subsaharaafrika vom Sahel bis zum Kap und die monotypische Gattung Auriparus besiedelt mit der Goldkopf-Beutelmeise den Südwesten der USA und den Norden Mexikos.
Im Zugverhalten unterscheiden sich die beiden Familien. Während die eurasischen Arten der Beutelmeisen, also die Arten der Gattung Remiz, im Winter vor allem den nördlicheren Teil des Brutgebietes verlassen und im Fall der Chinabeutelmeise sogar Langstreckenzieher sind, sind die meisten Meisenarten hingegen Standvögel. Selbst in den kühlgemäßigten und subpolaren Verbreitungsgebieten bleibe viele der Individuen, z. B. der Lapplandmeise, im Winter in den Brutgebieten. Der je nach Witterung gelegentliche Kurzstrecken-, Teil- und Ausweichzug einiger Arten erfolgt dabei teilweise in äußerst langsamem Tempo von oft nur 20–30 km pro Tag.

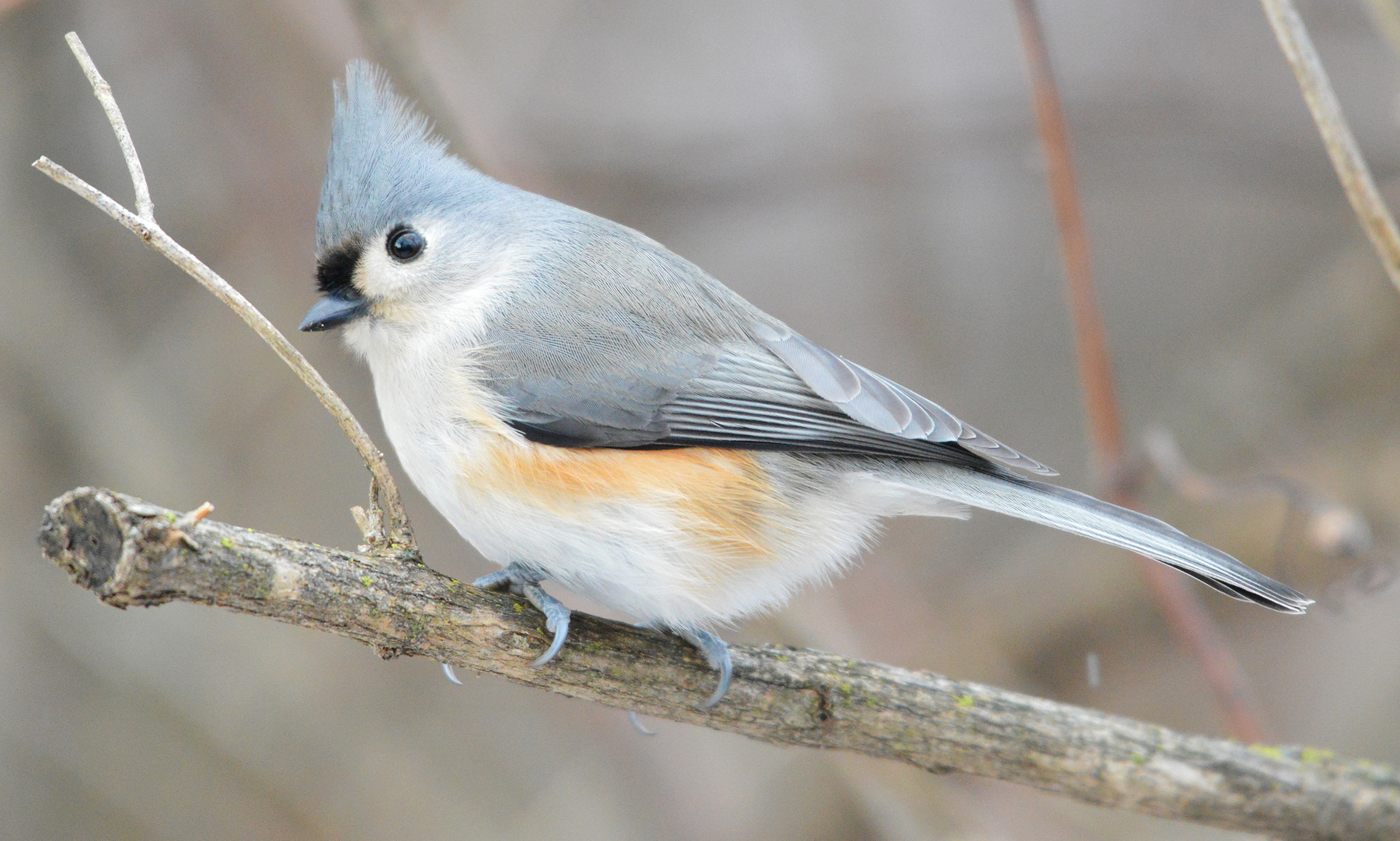
Grauhäubchenmeise (Baeolophus bicolor): typische nordamerikanische Art.
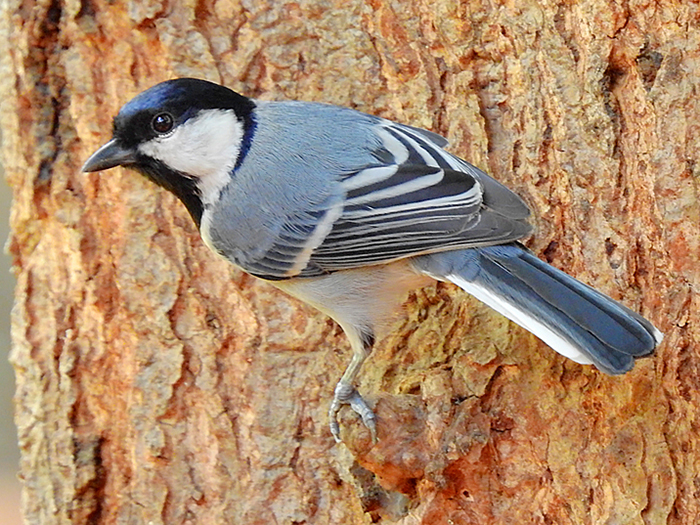
Graukohlmeise (Parus cinereus): kommt bis Indonesien vor.
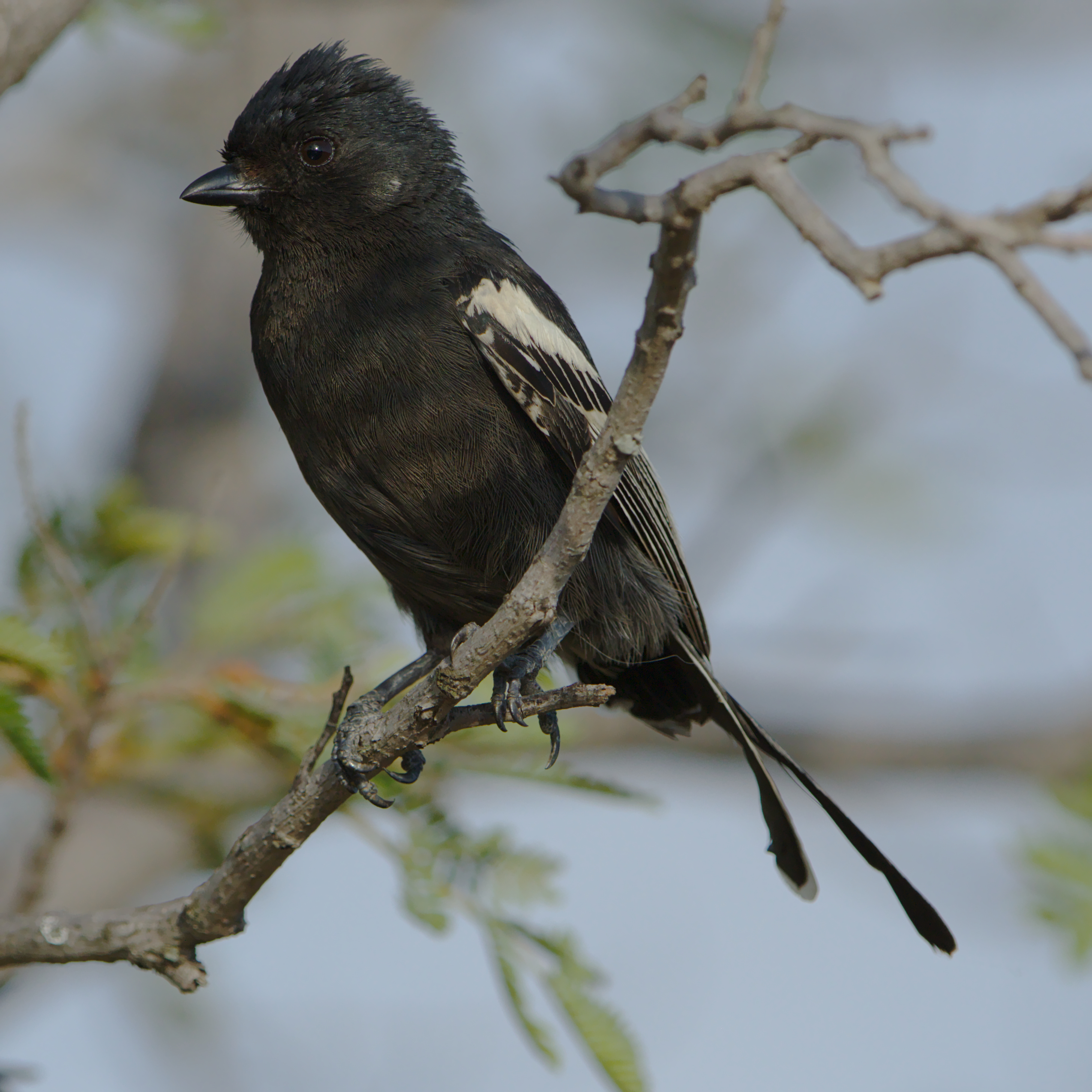
Sambesi-Rußmeise (Melaniparus niger): eine Art des südlichen Afrikas.
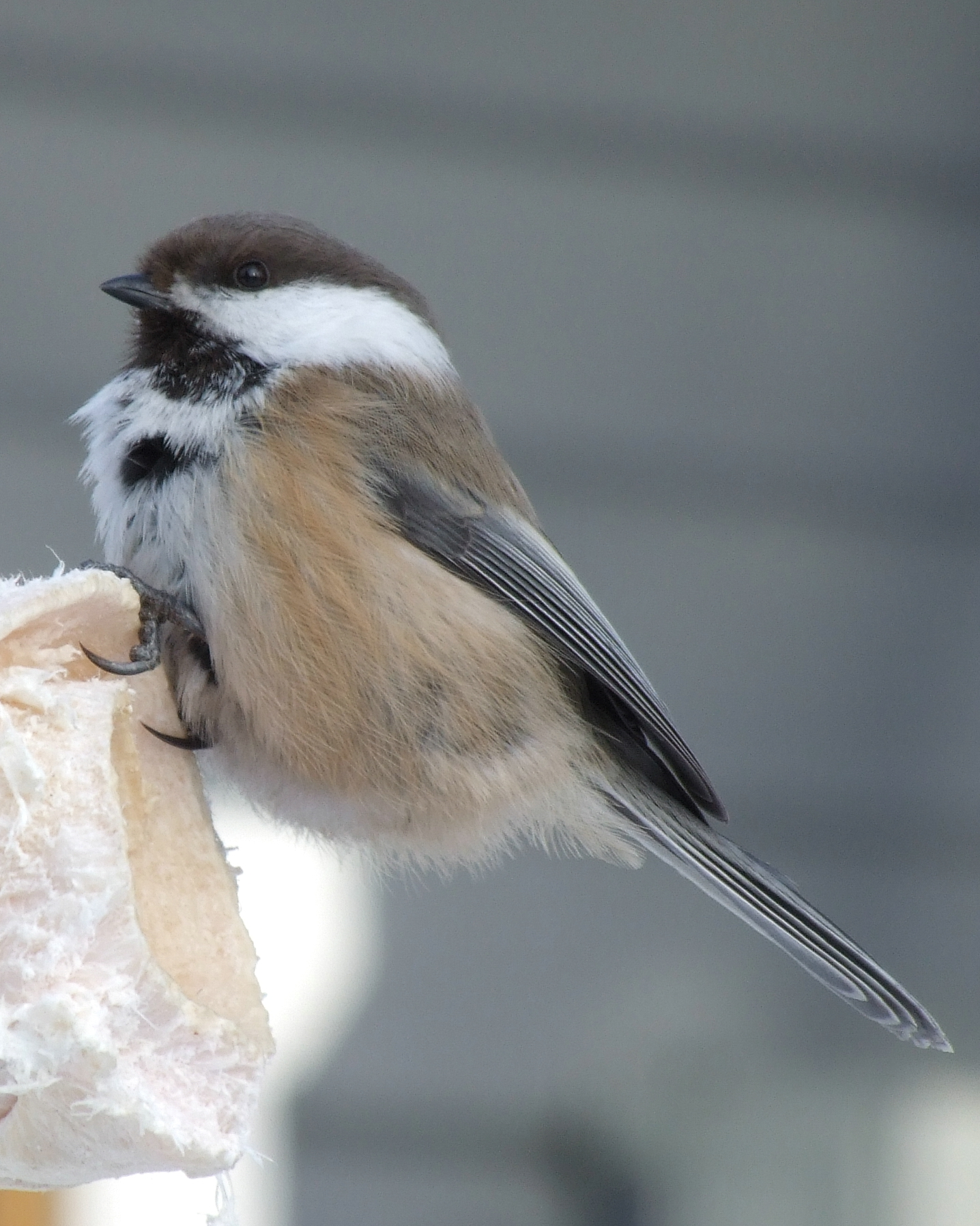
Lapplandmeise (Poecile cincta): zirkumpolar verbreitet.

## Beschreibung
Die Vertreter der Familie sind typischerweise kleine bis sehr kleine Singvögel. Größe und Gewicht variieren gewöhnlich zwischen 8 cm und 6,5 g bei der Kapbeutelmeise und bis zu 15 cm und 15 g bei der Kohlmeise. Eine Ausnahme stellt die fast singdrosselgroße Sultansmeise mit einer Körpergröße von 20–21 cm und einem Gewicht von 35–49 g dar.
Das Gefieder vieler Arten ist kontrastreich mit bräunlicher und oft auch leuchtend gelbem Grundton. Typisch sind für viele Arten die stark kontrastierenden schwarzen Augen- und Brustbänder und Kappen. Blaue Färbungen, wie bei der Blaumeise und den anderen Vertretern der Gattung Cyanistes, sind die Ausnahme. Einige Arten besitzen zudem eine auffällige Federhaube.
Körperbau und generelles Erscheinungsbild sind bei allen Arten mit Ausnahme der Sultansmeise und insbesondere der Tibetmeise (Pseudopodoces humilis) erstaunlich ähnlich. Die Autoren im Handbook of the Birds of the World beschreiben die Gruppe der Meisen daher auch als „eine der konservativsten Vogelfamilien in Bezug auf die allgemeine Gestalt“. Die Familie der Beutelmeisen tut dieser Einschätzung keinen Abbruch. Die Vögel der gesamten Überfamilie besitzen eine kompakten Körperbau und sind i. Allg. sehr agil. Der Schnabel ist meist recht kurz und konisch spitz in etwas unterschiedlicher ausgeprägter Dicke, die mit Ernährungsweise und Lebensraum zusammenhängt. Nadelwaldbewohner und die insgesamt sich insektenreich ernährenden Beutelmeisen-Arten haben einen durchschnittlich kleineren und feineren Schnabel. Die runden und kurzen Flügel besitzen zehn Handschwingen, wobei die zehnte Handschwinge bei einigen Beutelmeisen reduziert ist. Der Flug ist dadurch wendig. Der filigrane Bau des Tarsus ermöglicht eine außergewöhnlich Klettergewandtheit der Meisen und hilft den Beutelmeisen beim Bau ihrer kunstvollen Nester sowie bei der Nahrungssuche, wobei sie die Füße zum Manipulieren von Pflanzenmaterial nutzbar zu machen. Typisch ist auch das vom „Meisenknödel“ bekannte Überkopfhängen vieler Arten.
Wie vielen Menschen von den europäischen Meisen bekannt, sind viel Meisenarten wie Kohl- und Blaumeise äußerst gesangfreudig. Der Gesang von Meisen und auch Beutelmeisen ist dabei in den allermeisten Fällen aber eher laut als facettenreich und oft wiederholend sogar teilweise monoton. Als Beispiel können hier das monotone „zieh-bä, zeihbä, ziehbä,...“ der Kohlmeise oder der Gesang der Kapbeutelmeise herhalten. Dennoch sind viele Arten stimmlich durchaus variabel in ihren Kontaktrufen und Stimmfühlungslauten.
Viele Arten der Überfamilie ernähren sich teilweise oder sogar überwiegend insektivor. Gerade außerhalb der Brutzeit und abhängig vom spezifischen Verbreitungsgebiet kommen Sämereien, Beeren und Knospen hinzu (insbesondere bei den in nördlichen Breiten überwinternden Arten).
Die Nester werden im Allgemeinen in Höhlen gebaut, wobei die Beutelmeisen sich gewissermaßen ihre eigenen Höhlen in Form aufwändig hergestellter Beutelnester aus Pflanzenmaterial bauen. Die Gelege der unterschiedlichen Arten sind generell eher groß, wobei Beutelmeisen oft 6–8, aber einige Meisenarten auch bis zu 15 Eier legen. Die Brutzeit liegt typischerweise bei 14 Tagen.

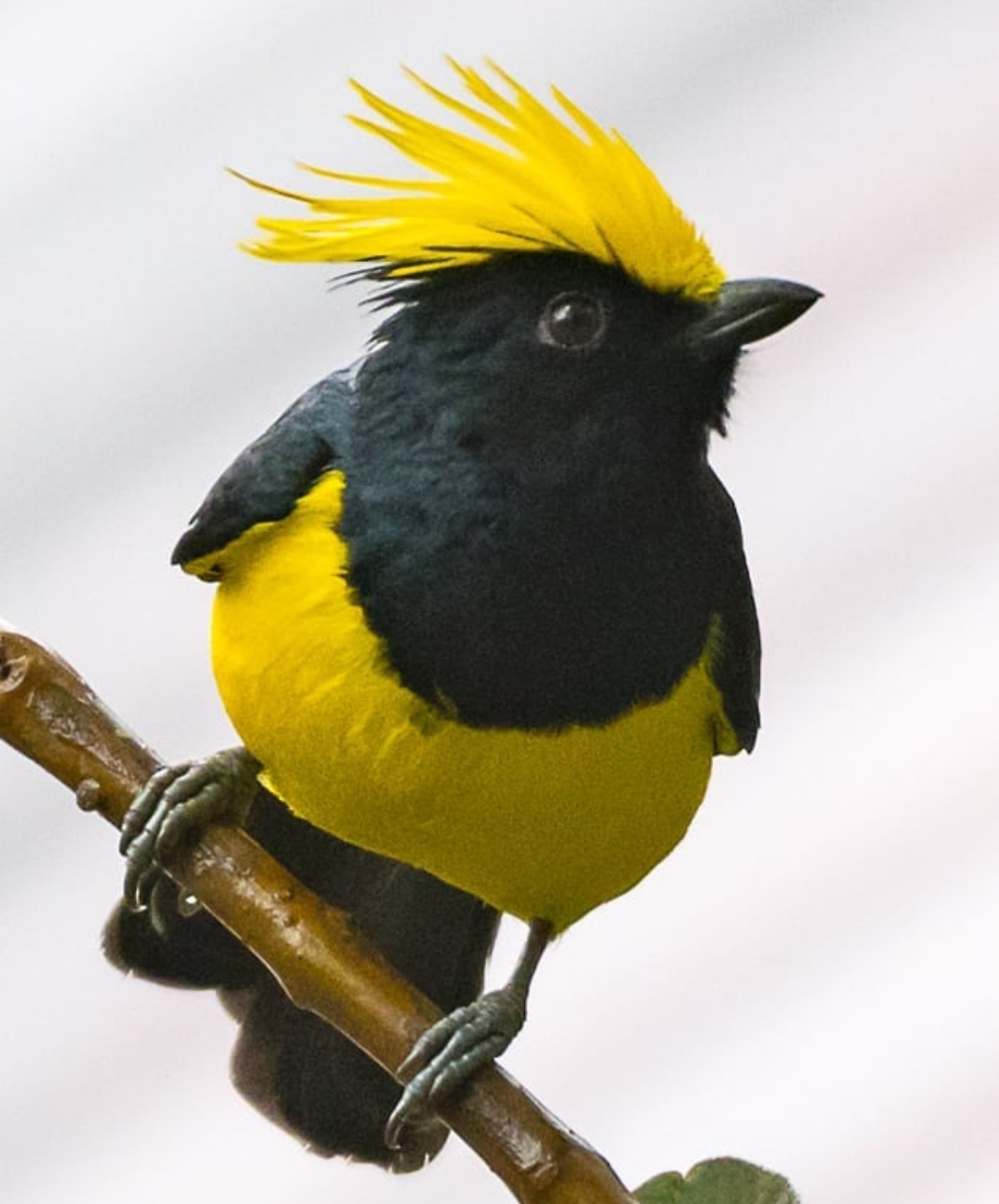
Sultansmeise (Melanochlora sultanea): größte Meise
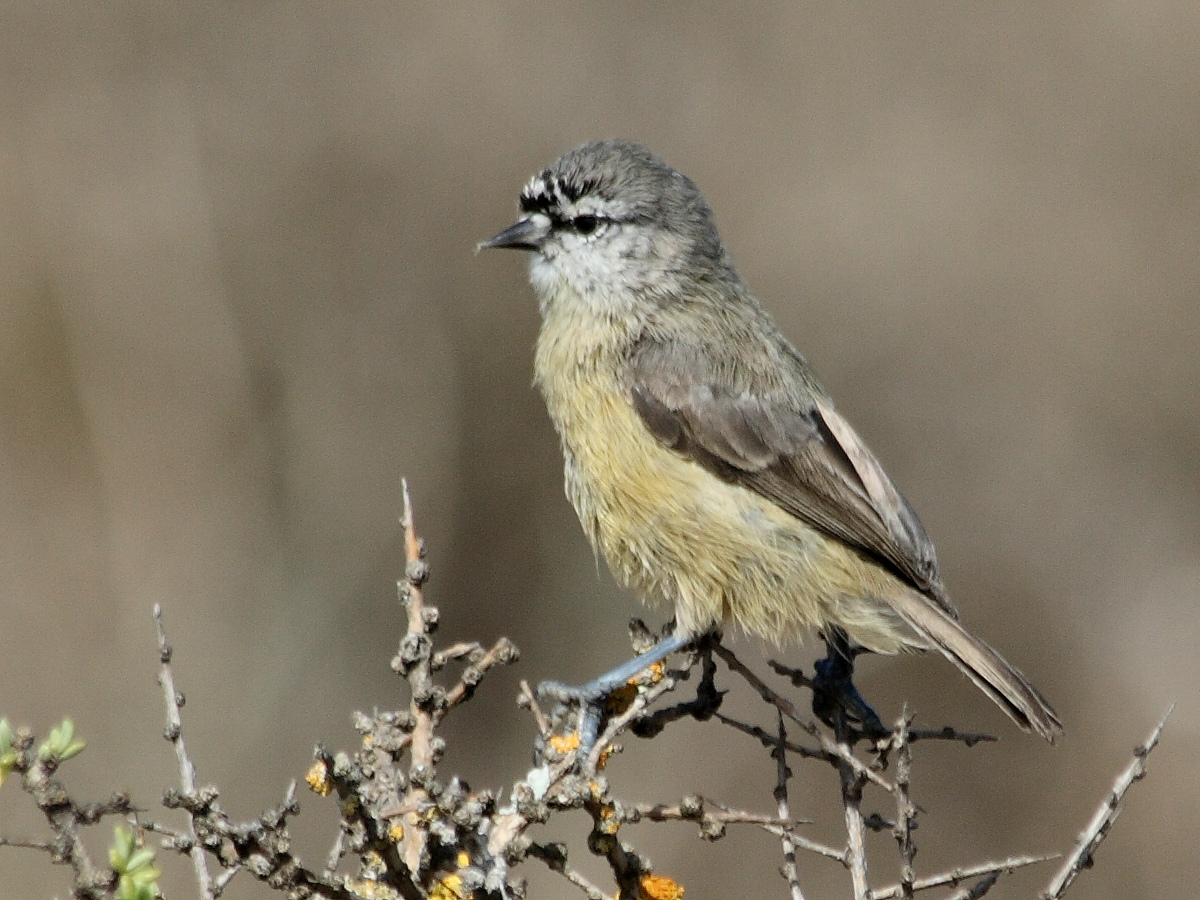
Kapbeutelmeise (Anthoscopus minutus): besonders klein
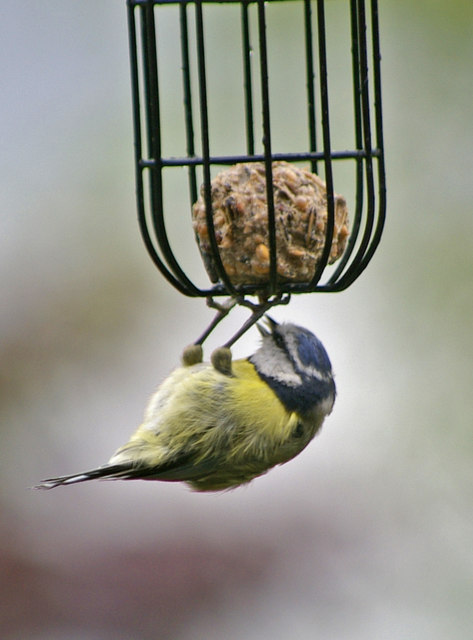
Blaumeise (Cyanistes caeruleus): überkopf am Futter
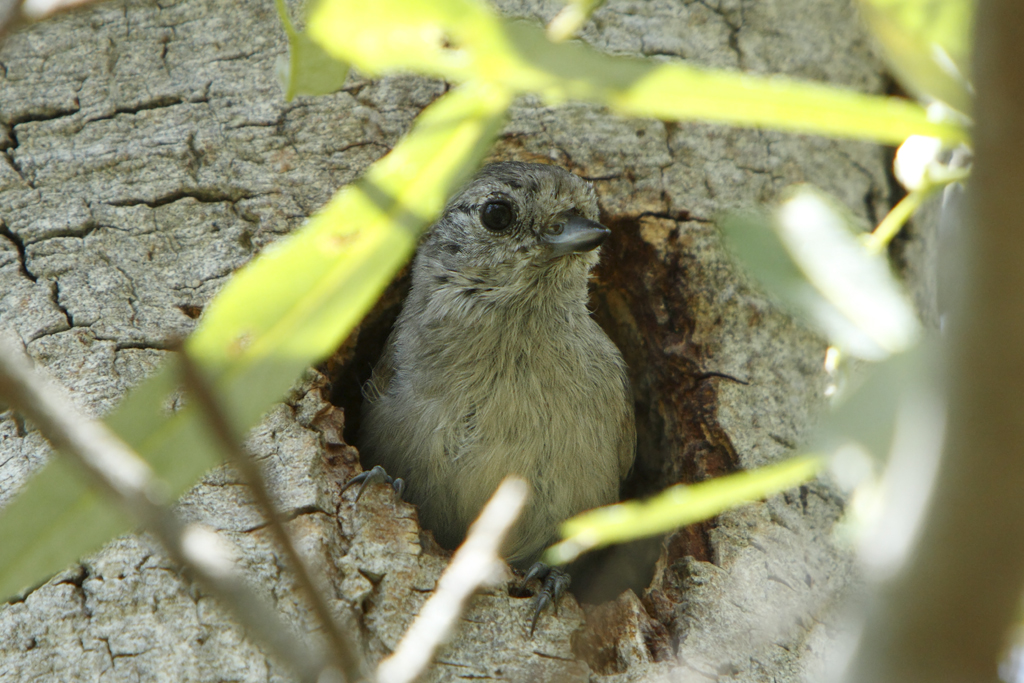
Schlichtmeise (Baeolophus inornatus): an der Bruthöhle
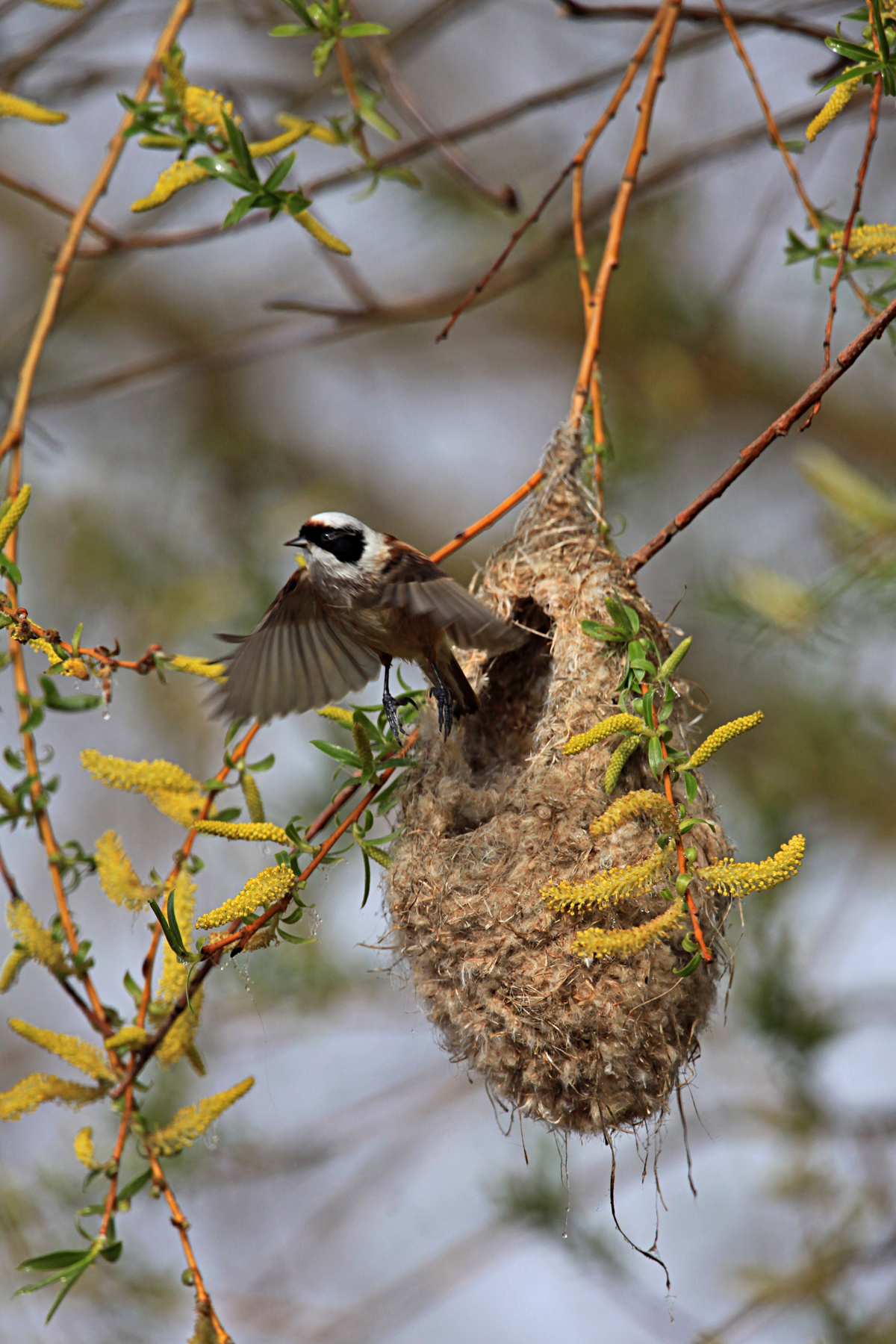
Beutelmeise: verlässt das Nest
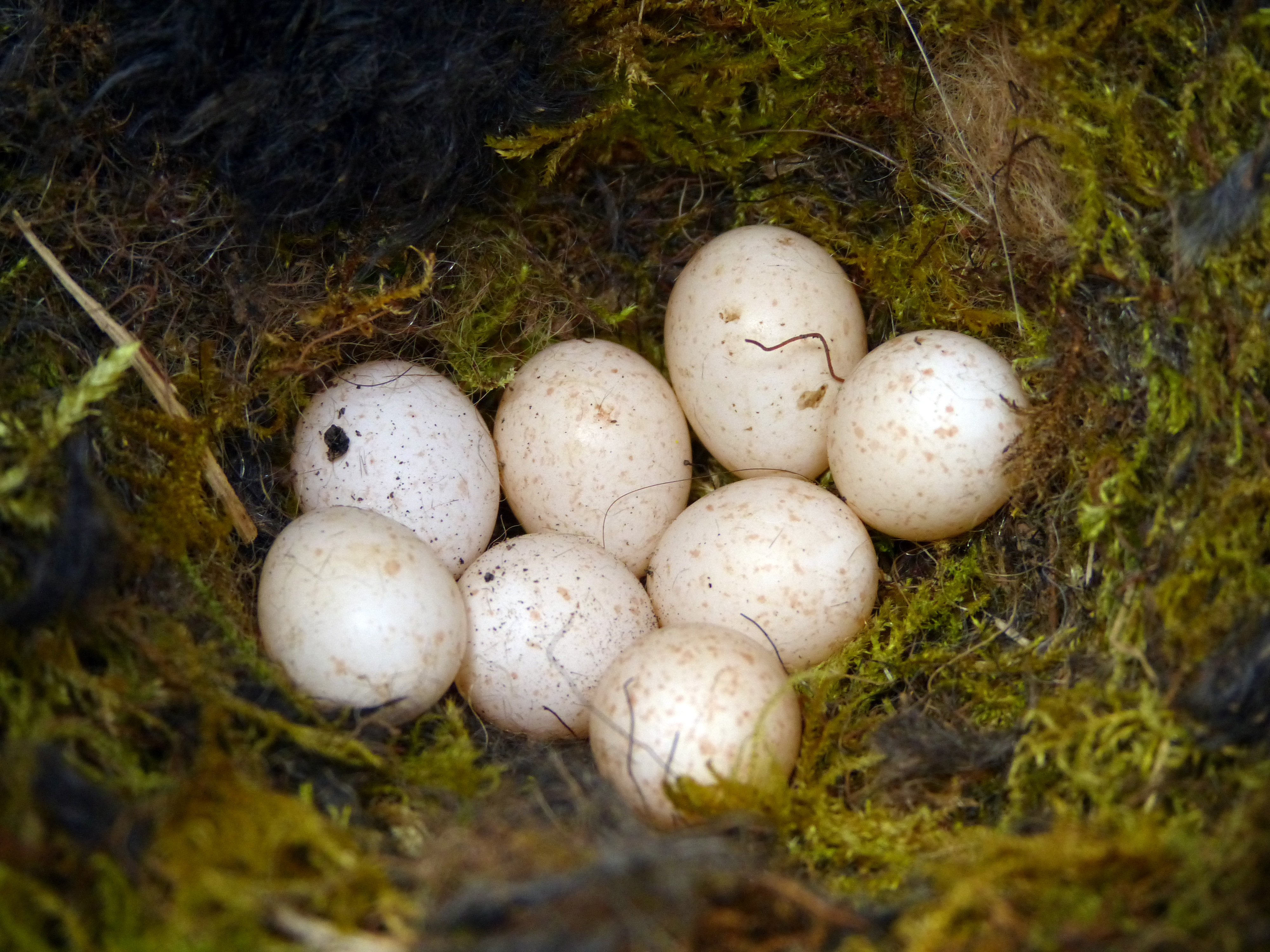
Blaumeise (Cyanistes caeruleus): Gelege

## Systematik
Bereits seit den 2000er-Jahren zeigten molekulargenetischen Untersuchungen, dass die Meisen und Beutelmeisen eng verwandt sind und eine gemeinsame Klade bilden.
Zu den Paroidea werden manchmal auch die Elfenschnäpper (Stenostiridae) und die Hyliotas (Hyliotidae) gerechnet,
deren Nähe zu den Meisen und Beutelmeisen viele Studien nahelegten, ohne aber eine Beziehung als Schwestergruppe aufzeigen zu können.
Neuere Forschungen bestätigen dagegen, dass die Paroidea im strengen Sinne, also mit nur zwei Familien, die Schwestergruppe einer großen Klade der anderen Sylviida bilden, während die Klade der beiden Familien Stenostiridae und Hyliotidae eine basale Klade innerhalb der Sylviida bilden, die nicht die Schwestergruppe der Paroidea ist (s. nebenstehendes Kladogramm).
Die innere Struktur der Überfamilie stellt sich demnach folgendermaßen dar:
- Überfamilie Paroidea
  - Familie der Beutelmeisen (Remizidae) – 3 Gattungen
    - Remiz – 4 Arten
    - Anthoscopus – 6 Arten
    - Auriparus – monotypisch

  - Familie der Meisen (Paridae) – 14 Gattungen
    - Cephalopyrus – monotypisch
    - Sylviparus – monotypisch
    - Melanochlora – monotypisch
    - Periparus – 3 Arten
    - Pardaliparus – 3 Arten
    - Lophophanes – 2 Arten
    - Baeolophus – 5 Arten
    - Sittiparus – 5 Arten
    - Poecile – 15 Arten
    - Cyanistes – 3 Arten
    - Pseudopodoces – monotypisch
    - Parus – 4 Arten
    - Machlolophus – 5 Arten
    - Melaniparus – 15 Arten

Entwicklungsgeschichtlich ergibt sich nach der Hypothese in der Forschungsarbeit von Oliveros et al. folgendes Bild (wobei die Zeiten als mittlere Schätzung zu sehen sind): Als erstes hat sich die kleine Klade aus Stenostiridae und Hyliotidae im mittleren Oligozän vor etwa 28 Millionen Jahren (Ma) auf dem afrikanischen Kontinent vom Rest der Sylviida getrennt. Nur wenig später trennen sich dann die Paroidea von ihrer Schwesterklade der restlichen Sylviida. Die Gruppe verbleibt zunächst auf dem afrikanischen Kontinent, wo sich dann die Beutelmeisen und Meisen im frühen Miozän vor etwa 22 Ma voneinander trennen. Die Radiation der Familien nach Eurasien und Nordamerika erfolgt im weiteren Verlauf und ergibt schließlich die oben beschriebene heutige Verbreitung.